# Rolf Kutschera
Scènes principales
Theater an der Wien
Rolf Kutschera (né Adolf Kučera le 6 janvier 1916 à Vienne-Ottakring et mort le 22 janvier 2012 dans la même ville) est un acteur, metteur en scène, réalisateur et directeur de théâtre autrichien.

## Biographie
Adolf Kučera a une formation de boucher formé avant de commencer sa carrière d'acteur. Il a une première éducation artistique à sept ans avec quelques cours de violon. Il va souvent au Theater an der Wien.
Rolf Kutschera prend des cours de théâtre auprès de Rudolf Beer à la Scala Wien et termine sa formation en 1936. Au départ, il travaille comme pianiste, parolier et compositeur pour les cabarets. En 1937, il obtient son premier engagement au Theater an der Wien. Il fait ses débuts sur scène au théâtre de Heidelberg en 1938 avec le rôle-titre dans la tragédie de Goethe, Clavigo. Il a des engagements au Landestheater Linz (saison 1939-1940) et à partir de la saison 1940-1941 au Volkstheater de Vienne. Peu de temps après, il est enrôlé dans la Wehrmacht pendant la Seconde Guerre mondiale. Cependant, jusqu'à la fermeture des théâtres en 1944, il peut bientôt rejouer au Volkstheater, dont il reste membre de l'ensemble jusqu'en 1945.
Après 1945, Kutschera est auteur de revues et maître de cérémonie à la Scala de Vienne. Il est ensuite acteur et metteur en scène au Theater in der Josefstadt, au Wiener Kammerspiele, au Volkstheater et au Wiener Bürgertheater. Au début des années 1950, il a environ 40 rôles, il est principalement l'amant caractériel.
À partir de 1950, Kutschera est principalement engagé à Berlin en tant qu'acteur et metteur en scène, notamment au Renaissance-Theater et au Theater am Kurfürstendamm. Là où il est bientôt appelé le « roi du boulevard », il monte principalement des comédies. Il a aussi des engagements au Deutsches Schauspielhaus, au Central-Theater de Zurich et à la Comédie de Stuttgart. En outre, il continue à se produire au Theater in der Josefstadt.
D'avril 1965 à 1983, Kutschera est directeur artistique du Theater an der Wien et est responsable de 25 productions de comédies musicales. Pendant son temps, Robert Jungbluth puis Franz Häußler sont les directeurs commerciaux. Pour ses comédies musicales qui représentent un nouveau genre pour Vienne, Kutschera peut engager un certain nombre d'acteurs bien connus en Autriche et en Allemagne : Marika Rökk, Dagmar Koller, Harald Juhnke, Theo Lingen, Josef Meinrad, Marianne Mendt, Fritz Muliar…
Sous sa direction, l'ère de la comédie musicale à Vienne commence en décembre 1965 avec la production de la comédie musicale de Broadway How to Succeed in Business Without Really Trying au Theater an der Wien. Viendront ensuite Der Mann von La Mancha (janvier 1968, avec Josef Meinrad, Blanche Aubry et Fritz Muliar), Hello Dolly! (septembre 1968, avec Marika Rökk), Un violon sur le toit (1969, avec Yossi Yadin), Gigi (1974, avec Johannes Heesters et Bela Erny), Die Gräfin vom Naschmarkt de Kurt Nachmann et Erwin Halletz (1978, avec Marika Rökk) jusqu'à Jesus Christ Superstar (décembre 1980) et Evita (janvier 1981, avec Isabel Weicken).
Après 1945, il joue dans une vingtaine de productions cinématographiques en Autriche et en Allemagne. Il réalise une quinzaine de téléfilms.
Rolf Kutschera est l'époux de l'actrice Susanne von Almassy.

## Filmographie
- 1949 : Eins, zwei, drei = aus!
- 1952 : Pension Schöller
- 1953 : Briefträger Müller
- 1955 : Louis II de Bavière
- 1955 : 08/15 s'en va-t-en-guerre
- 1955 : Rosenmontag
- 1955 : Der Cornet – Die Weise von Liebe und Tod
- 1956 : Hengst Maestoso Austria (de)
- 1958 : La Rue aux filles
- 1958 : Le Brigand au grand cœur
- 1959 : Des filles pour le mambo-bar
- 1959 : Sans tambour ni trompette
- 1961 : Qui êtes-vous, Monsieur Sorge ?
- 1962 : La Chauve-Souris
- 1962 : Valnocha, der Koch (TV)
- 1962 : Die Rebellion (TV)
- 1962 : Leutnant Gustl (TV)
- 1963 : Die fünfte Kolonne: Null Uhr Hauptbahnhof (série télévisée)
- 1963 : Schwejks Flegeljahre (de)
- 1966 : In Frankfurt sind die Nächte heiß
- 1981 : Der Bockerer
- 1988 : Ferien auf dem Lande (TV)